# Christian Gaehde
Christian Helmut Paul Wilhelm Gaehde (* 30. Juni 1875 in Schwerin; † 30. Mai 1954 in 's-Gravenhage) war ein deutscher Lehrer, Theaterwissenschaftler und Literaturhistoriker.
Nach dem Besuch des Realgymnasiums in Dresden studierte er an die Universität Leipzig Germanistik und neue Philologie. Mit einer Arbeit über John Wolcot wurde er 1899 zum Dr. phil. promoviert. Er spezialisierte sich auf Theatergeschichte und besonders auf Shakespeare. Dresden wählte er zu seinem Lebensmittelpunkt, wo er als Deutschlehrer im Noldenschen Mädchen-Gymnasium arbeitete. Hier wurde er zum Professor ernannt.

## Veröffentlichungen (Auswahl)
- John Wolcot. Sein Leben und seine Werke. Trebnitz 1899
- David Garrick als Shakespeare-Darsteller und seine Bedeutung für die heutige Schauspielkunst. Berlin 1904
- Adolf Stern: Zwölf Jahre Dresdner Schauspielkritik. Hrsg. von Christian Gaehde. Dresden u. Leipzig 1909
- Emil Rosenow: Gesammelte Dramen von Emil Rosenow. Mit einer biographischen Einleitung von Christian Gaehde. Essig, Berlin 1912
- Das Theater vom Altertum bis zur Gegenwart. Leipzig 1921